# Championnats du monde de cyclisme sur piste 1902
Navigation
Berlin 1901 Copenhague 1903
Les Championnats du monde de cyclisme sur piste 1902 ont eu lieu le 15 juin à Rome, en Italie (pour les épreuves de vitesse) et le 22 juin au vélodrome de Friedenau à  Berlin en Allemagne (pour les épreuves de demi-fond).
D'après L'Auto et le Sport-Album der Radwelt, « En demi-finale de la vitesse, Arend tombe juste avant la cloche et entraîne l'italien Bixio et l'américain Lawson dans sa chute. Ces deux derniers ont la présence d'esprit de se relever et de continuer. Puis un spectateur italien accroche l'américain pour assurer la victoire de son compatriote, un acte honteux dont Bixio est innocent, mais par la suite, il refuse de courir à nouveau la course, ».

## Résultats

### Podiums professionnels
| Compétition | Or                            | Argent                 | Bronze                        |
| ----------- | ----------------------------- | ---------------------- | ----------------------------- |
| Vitesse     | Thorvald Ellegaard Danemark   | Harrie Meyers Pays-Bas | Pietro Bixio Royaume d'Italie |
| Demi-fond   | Thaddäus Robl Empire allemand | Émile Bouhours France  | Édouard Taylor France         |

### Podiums amateurs
| Compétition | Or                               | Argent                       | Bronze                       |
| ----------- | -------------------------------- | ---------------------------- | ---------------------------- |
| Vitesse     | Charles Piard France             | Léon Delaborde France        | Orla Nord Danemark           |
| Demi-fond   | Alfred Görnemann Empire allemand | Willy Keller Empire allemand | Johan Dielhe Empire allemand |

## Tableau des médailles
| Rang  | Nation    | Or | Argent | Bronze | Total |
| ----- | --------- | -- | ------ | ------ | ----- |
| 1     | Allemagne | 2  | 1      | 1      | 4     |
| 2     | France    | 1  | 2      | 1      | 4     |
| 3     | Danemark  | 1  | 0      | 1      | 2     |
| 4     | Pays-Bas  | 0  | 1      | 0      | 1     |
| 5     | Italie    | 0  | 0      | 1      | 1     |
| Total | Total     | 4  | 4      | 4      | 12    |